# Вас не було на місці
«Вас не було на місці» (англ. Sorry We Missed You) — копродукційний драматичний фільм 2019 року, поставлений британським режисером Кеном Лоучем. Світова прем'єра стрічки відбулася 16 травня 2019 року на 72-му Каннському міжнародному кінофестивалі, де вона брала участь в основній конкурсній програмі у змаганні за Золоту пальмову гілку.

## Сюжет
Рікі та його сім'я не можуть виборсатися з боргів ще від часів фінансової кризи 2008 року. Шанс поліпшити своє становище з'являється у них разом з новеньким фургоном і власним бізнесом з доставки. Це важка робота, так само як і в дружини Рікі, яка працює доглядальницею. Міцність сімейних стосунків опиняється під загрозою, коли кожен з героїв мимоволі «перетягує ковдру» на себе і свої бажання.

## У ролях
| • Кріс Гітчен     | … | Ріккі Тернер        |
| • Деббі Ганівуд   | … | Еббі Тернер         |
| • Ріс Стоун       | … | Себ                 |
| • Кеті Проктор    | … | Лайза Джейн         |
| • Чарлі Ричмонд   | … | Генрі Морган        |
| • Алфі Добсон     | … | Джек О'Браєн        |
| • Лінда І Грінвуд | … | водій               |
| • Гаррієт Гост    | … | співробітниця офісу |
| • Марк Бернс      | … | безхатько           |
| • Джек Беррі      | … | футболіст           |

## Знімальна група
- Автор сценарію — Пол Леверті
- Режисер-постановник — Кен Лоуч
- Продюсер — Ребекка О'Браєн
- Асоційовані продюсери — Філіпп Лож'є, Джек Томас-О'Браєн
- Лінійний продюсер — Аймхеар Макмагон
- Оператор — Роббі Раян
- Композитор — Джордж Фентон
- Монтаж — Джонатан Морріс
- Художник-постановник — Фергюс Клегг
- Художник-костюмер — Джо Слейтер
- Артдиректор — Джулі Енн Горан
- Підбір акторів — Келін Кроуфорд

## Нагороди та номінації
| Список нагород та номінацій  | Список нагород та номінацій | Список нагород та номінацій | Список нагород та номінацій | Список нагород та номінацій | Список нагород та номінацій |
| Кінофестиваль/Кінопремія     | Рік                         | Категорія                   | Номінант(и)                 | Результат                   | Дж                          |
| ---------------------------- | --------------------------- | --------------------------- | --------------------------- | --------------------------- | --------------------------- |
| 72-й Каннський кінофестиваль | 2019                        | Золота пальмова гілка       | Вас не було на місці        | Номінація                   |                             |
| 73-тя церемонія БАФТА        | 2019                        | Найкращий британський фільм | Вас не було на місці        | Номінація                   |                             |